# ピラウ級防護巡洋艦
| ピラウ級軽巡洋艦                       | ピラウ級軽巡洋艦 |
| -------------------------------------- | --- |
| 「エルビンク（SMS Elbing）」           | |
| 艦級概観                               | |
| 艦種                                   | 軽巡洋艦 |
| 艦名                                   | 地名 |
| 前級                                   | カールスルーエ級 |
| 次級                                   | ヴィースバーデン級 |
| 性能諸元（データはネームシップのもの） | |
| 排水量                                 | 常備：4,390トン 満載：5252トン                                                                                            |
| 全長                                   | 135.3m 134.3m（水線長）                                                                                                   |
| 全幅                                   | 13.6m |
| 吃水                                   | 艦首：5.98m 艦尾：5.31m                                                                                                   |
| 機関                                   | ヤーロー式シュルツ・ソーニクロフト型石炭専焼水管缶6基&同重油専焼水管缶4基 +海軍式直結タービン（高速型・低速型）2組2軸推進 |
| 最大出力                               | 計画：30,000hp |
| 最大速力                               | 計画：27.5ノット |
| 航続距離                               | 12ノット/4,300海里 |
| 燃料                                   | 石炭：380トン（計画）、1,280トン（常備） 重油：100トン（計画）、375トン（満載）                                           |
| 乗員                                   | 385名 |
| 兵装                                   | クルップ 15cm（45口径）単装速射砲8基 5.2cm（55口径）単装速射砲4基 50cm魚雷発射管2門 機雷120個                             |
| 防御                                   | 甲板：40mm（平坦部）、80mm（傾斜部） 主砲防盾：50mm 司令塔：75mm                                                          |

ピラウ級防護巡洋艦 （Pillau Class） はドイツ海軍が建造した防護巡洋艦で2隻が建造された。ドイツ海軍での類別は小型巡洋艦。

## 概要
本級は元々はロシア帝国海軍がシベリア小艦隊の防護巡洋艦に更新するためにドイツ帝国の造船所に発注した「ムラヴィヨフ＝アムールスキー伯（ロシア語: Графъ Муравьёвъ-Аму́рскій）」と「アドミラール・ネヴェリスコイ」2隻であった。2隻は1913年にダンツィヒ造船所で起工されたが、第1次世界大戦勃発に伴いドイツ海軍に接収された。1914年にはそれぞれ「ピラウ」と「エルビンク」として就役。大戦中にエルビンクがユトランド沖海戦からの帰還中に自軍の弩級戦艦ナッサゥ級「ポーゼン」から追突を受けて沈没したが、残ったピラウは戦後にイタリアへの賠償艦に指定されて、バーリと改名された。

## 艦形
本級の船体は前級に引き続き長船首楼型船体を採用していた。艦首は前方に強く傾斜したクリッパー型の艦首から中央部が狭い艦首甲板上に波きり板を設けた後ろに主砲の10.5cm速射砲を防盾の付いた単装砲架で1番2番主砲を並列配置で2基、その背後に司令塔を基部とする船橋（ブリッジ）をのせた箱型艦橋と前部マストが立つ。船体中央部に等間隔に並んだ4本の煙突が立ち、その周囲は艦載艇置き場となっており、艦載艇は2本1組のボート・ダビットが片舷2組で計4組により運用された。舷側甲板上には10.5cm速射砲が片舷4基配置された4番煙突の後方に後部マストが立ち、後部甲板上に11番・12番主砲が後ろ向きに並列で2基配置された。

## 同型艦
- ピラウ （Pillau）
- エルビンク （Elbing）

## 参考図書
- 「世界の艦船　増刊第60集　ドイツ巡洋艦史」（海人社)
- 「Conway All The World's Fightingships 1906–1921」（Conway）